# Arthur Cronquist
Arthur John Cronquist (San Jose, 19 marzo 1919 – Provo, 22 marzo 1992) è stato un botanico statunitense.
Si laurea in biologia nel 1939 in California. È considerato uno dei maggiori botanici del XX secolo ed è ricordato soprattutto per lo sviluppo del sistema Cronquist, la più diffusa classificazione delle angiosperme, e per i suoi studi sulle Asteraceae.

## Alcune opere
- The Evolution and Classification of Flowering Plants (1968)
- An Integrated System of Classification of Flowering Plants (1981)

| Cronq. è l'abbreviazione standard utilizzata per le piante descritte da Arthur Cronquist. Consulta l'elenco delle piante assegnate a questo autore dall'IPNI. |